# نبرد قلعه تاکایا
نبرد قلعه تاکایا (به ژاپنی: 高屋城の戦い) به نبردی ۱۳ روزه در سال ۱۵۷۵ در ولایت کاواچی مابین اودا نوبوناگا و سه قلعه متحد قلعه تاکایا، قلعه نیبوری و معبد ایشی‌یاما هونگان در اواخر دوره سنگوکو در ژاپن اشاره دارد. این نبرد به عنوان بخشی از نبردهای ایشی‌یاما هونگان شمرده می‌شود.